# رؤوس الجبال
رؤوس الجبال هي منطقة تمتد من رأس مسندم حتى ممر القلدي الذي يصل بين دبا ورأس الخيمة، وهي نتوء جبلي يمتد داخل البحر فيفصل الخليج العربي عن خليج عمان ويضيق مدخل الخليج عند رؤوس الجبال إلى خمسين ميلاً بعد أن كان اتساعه غربي أبوظبي مائتي ميل.
أهم قراها دبا,بخا,شعم. و خصب في أقصى الشمال ويحميها رأس الشيخ مسعود من الرياح، ووراء خصب زراعات النخيل التي ترويها الآبار وقربها قلعة من أيام البرتغاليين. ويسكن روؤس الجبال قبيلة الشحوح وقبيلة الظهوريين، ورؤوس الجبال قاحلة لا زراعة فيها ويعمل الأهالي في جمع ثمار النخيل بالباطنة وصيد السمك من البحر.

## الهوامش
1. 1 2  عبد الله (1978). ص 29
2. ↑  عبد الله (1978). ص 30